# 東方獣王園 〜 Unfinished Dream of All Living Ghost.
東方獣王園 〜 Unfinished Dream of All Living Ghost.とは同人サークル「上海アリス幻樂団」より制作された対戦型弾幕シューティングゲームである。
第3弾「夢時空」や第9弾「花映塚」と同様、「ティンクルスタースプライツ」のゲームシステムを踏襲したものとなる。
本作は2023年8月13日に「コミックマーケット102」とsteamで製品版が配布された。

## システム
本作は「夢時空」「花映塚」と同様、『ティンクルスタースプライツ』のシステムを借用した対戦型シューティングゲームである。フィールドは画面上に2つ存在し、ストーリーモードでは左側が自フィールド、右側が相手フィールドとなり、VSモードでは左側が1P、右側が2Pとなる。
それぞれの画面に出現する雑魚敵をショットで倒すことで相手の画面に弾を送り込むことができる。相手フィールドに弾ではなく幽霊（ピュア霊）が出現する場合があり、これを倒すと相手フィールドに動物霊（オオカミ/オオワシ/カワウソ）が出現する。動物霊を倒すと相手に動物霊またはEXアタック（機体ごとに異なる攻撃）が送られる。また、短時間にたくさんの動物霊を倒すと「暴走アタック」となり、ゲージ消費なしでC3やC4（後述）と同等の攻撃を送ることができる。
雑魚敵を倒した際に出現する「霊力アイテム」を回収することで画面下部のゲージが溜まり、このゲージを一定量消費することで「チャージアタック」を使用することができる。チャージアタックにはレベル1からレベル4（以下、C1やC4と表記する）までの4種類があり、C1は強化ショット、C2は機体によって異なる様々な効果、C3はEXアタックの強化版を送り込む効果、C4は相手の画面にボスを送り込む効果がある。なお、C3とC4は繰り返し使うことでレベルが上がり、より避けにくい攻撃となる。
防御手段としてボムが存在する。今作のボムは「花映塚」と異なり回数制限があり、一部のアビリティカード（後述）を使用しない限り試合中に回復することはない。また、他の防御手段として「オートバリア」があり、有効な状態だと被弾してもミスにならずにオートバリアが破壊され、オートバリアがない状態で被弾するとミスとなりライフを1つ失う。オートバリアがないときにC3やC4を自力で使用するとオートバリアが回復する。
「虹龍洞」に登場したアビリティカードの要素が引き継がれており、装備することでショットが強化されたり、ボムの使用可能回数が増えたりする。各キャラクターごとにアビリティカードが2枚ずつ設定されており、ストーリーモードではステージクリアのたびに敵キャラが持つカードのうちランダムで1枚を貰うことができる。VSモードでは開始時にいずれか1枚のカードを選択して装備する（カード無しの設定も可能）。
ストーリーモードは全6面で、ライフは5。途中のステージでライフを失っても回復しないようになっている。ストーリーモードの特殊仕様として、プレイヤーがある程度攻撃を送る度にCPUがゲージ消費なしにC3やC4を使用し、この特殊C4によって送られるボスを数回倒せば勝利扱いとなるようになっている。また、最終ステージのボスはプレイヤー操作時には使用できない、特殊なボスアタックを使用してくる。
なお、本作にはオンラインVSモードが用意されており、ネット対戦が可能。ただし公式のサポートはない。

## ストーリー
市場が開かれた影響で、古の土地の所有権が無に帰した。所有者を失った土地は荒んでいくだろう。
だが、心配することはない。自然と霊達が土地に取憑いていき、いつも通りの窮屈さを取り戻すのだから。
そこに欲深き獣たちがいなければ話だが……。

(ゲーム内マニュアルより引用)
なお、本作では、登場する19人のキャラクターのそれぞれに異なるストーリーが用意されている。

## 登場人物

### 新規の登場人物
ここでは、『獣王園』初出の登場人物を解説する。
孫 美天（そん びてん）
自分のことを孫悟空の生まれ変わりと思い込んでいる猿神。鬼傑組所属。
三頭 慧ノ子（みつがしら えのこ）
人間だった頃の残無の肉を喰らい呪われた存在となったヤマイヌ。勁牙組所属。
天火人 ちやり（てんかじん ちやり）
火と血にまみれた妖怪。チュパカブラ扱いされている。剛欲同盟所属。
豫母都 日狭美（よもつ ひさみ）
不用意に地獄に近づく者を、甘い言葉で地獄へ引きずり込む黄泉醜女。
日白 残無（にっぱく ざんむ）
地獄を支配する元人間の鬼。元々は破戒僧だった。

### 既存の登場人物
詳細は「東方Projectの登場人物」を参照
ここでは、『獣王園』が初出ではない登場人物を解説する。
- 博麗霊夢
- 霧雨魔理沙
- 東風谷早苗
- 八雲藍
- 高麗野あうん
- ナズーリン
- 清蘭
- 火焔猫燐
- 菅牧典
- 二ッ岩マミゾウ
- 吉弔八千慧
- 驪駒早鬼
- 饕餮尤魔
- 伊吹萃香

## 曲目リスト
1. 獣の知性 - タイトル画面
2. 世界は可愛く出来ている - 博麗霊夢＆ストーリーモード序盤のテーマ
3. 魔獣スクランブル - 霧雨魔理沙＆ストーリーモード中盤のテーマ
4. 鬼は悠久の山に - 伊吹萃香＆ストーリーモード終盤のテーマ
5. タイニーシャングリラ - 孫美天のテーマ
6. 勇敢で有閑な妖獣 - 三頭慧ノ子のテーマ
7. 吸血怪獣チュパカブラ - 天火人ちやりのテーマ
8. 振り向かない黄泉の道 - 豫母都日狭美のテーマ
9. 逸脱者達の無礙光 ～ Kingdom of Nothingness. - 日白残無のテーマ
10. 少女が見た日本の原風景 - 東風谷早苗のテーマ
11. 妖々跋扈 ～ Who done it! - 八雲藍のテーマ
12. 一対の神獣 - 高麗野あうんのテーマ
13. 春の湊に - ナズーリンのテーマ
14. 忘れがたき、よすがの緑 - 清蘭のテーマ
15. 死体旅行 ～ Be of good cheer! - 火焔猫燐のテーマ
16. 待ちわびた逢魔が時 - 菅牧典のテーマ
17. 佐渡の二ッ岩 - 二ッ岩マミゾウのテーマ
18. トータスドラゴン ～ 幸運と不運 - 吉弔八千慧のテーマ
19. 聖徳太子のペガサス ～ Dark Pegasus - 驪駒早鬼のテーマ
20. 強欲な獣のメメント - 饕餮尤魔のテーマ
21. 獣王達の休息 - エンディング
22. 獣に知性はあるか - スタッフロール